# Imer Selmani
Imer Selmani (mk. Имер Селмани) (ur. 20 lutego 1968 w Skopju) – macedoński polityk pochodzenia albańskiego, minister zdrowia w latach 2006-2008, przewodniczący Nowej Demokracji, kandydat w wyborach prezydenckich w 2009.

## Życiorys
Ukończył studia na Wydziale Medycyny Skopijskiego Uniwersytecie Świętego Cyryla i Metodego. W 1992 rozpoczął swoją działalność polityczną. W 1996 wstąpił do Demokratycznej Partii Albańczyków (DPA) i w 2003 został jej wiceprzewodniczącym.
W 2000 Selami został wybrany burmistrzem miasta Saraj, a w 2003 przewodniczącym Gminy Saraj. W latach 2006–2008, w czasie gdy Demokratyczna Partia Albańczyków wchodziła w skład koalicji rządowej, zajmował stanowisko ministra zdrowia w gabinecie premiera Nikoły Gruewskiego.
Z powodu konfliktu z kierownictwem partii Selmani zrezygnował z członkostwa w DPA i 8 września 2008 założył własne ugrupowanie, Nową Demokrację. Z jej ramienia kandydował w wyborach prezydenckich w 2009.
Imer Selmani jest żonaty, ma czworo dzieci.